# Europäisches Institut für notarielle Forschung und Studien
Das Europäische Institut für notarielle Forschung und Studien (franz. Institut de recherches et d'etudes notariales europeen; I.R.E.N.E.) ist eine Stiftung des Notariats und einzige Notarorganisation in Europa mit Rechtspersönlichkeit. Sie unterstützt die Forschung und Weiterbildung auf dem Gebiet der notarspezifischen Rechtsgebiete in Europa. Zu ihrem Aufgabenbereich gehört auch die Durchführung von Konferenzen und Fortbildungsveranstaltungen für einen fachlich vorgebildeten Interessentenkreis. Im Januar 2010 nahm die Stiftung ihren Webshop in Betrieb.
Adresse: 74, Avenue Victor Hugo, L-2227, Luxemburg.